# Comuna Frătăuții Noi, Suceava
Frătăuții Noi (în germană Neu Fratautz) este o comună în județul Suceava, Bucovina, România, formată din satele Costișa și Frătăuții Noi (reședința).

## Obiective turistice
- Biserica de lemn din Frătăuții Noi - datând din 1744

## Demografie
Componența etnică a comunei Frătăuții Noi
     Români (93,17%)
     Alte etnii (6,83%)
Componența confesională a comunei Frătăuții Noi
     Ortodocși (70,43%)
     Penticostali (19,58%)
     Martori ai lui Iehova (2,28%)
     Alte religii (0,84%)
     Necunoscută (6,86%)
Conform recensământului efectuat în 2021, populația comunei Frătăuții Noi se ridică la 5.959 de locuitori, în creștere față de recensământul anterior din 2011, când fuseseră înregistrați 5.736 de locuitori. Majoritatea locuitorilor sunt români (93,17%). Din punct de vedere confesional, majoritatea locuitorilor sunt ortodocși (70,43%), cu minorități de penticostali (19,58%) și martori ai lui Iehova (2,28%), iar pentru 6,86% nu se cunoaște apartenența confesională.

## Politică și administrație
Comuna Frătăuții Noi este administrată de un primar și un consiliu local compus din 15 consilieri. Primarul, George Olari[*], de la Partidul Național Liberal, este în funcție din octombrie 2020. Începând cu alegerile locale din 2024, consiliul local are următoarea componență pe partide politice:
|  | Partid                                     | Consilieri | Componența Consiliului | Componența Consiliului | Componența Consiliului | Componența Consiliului | Componența Consiliului | Componența Consiliului |
|  | ------------------------------------------ | ---------- | ---------------------- | ---------------------- | ---------------------- | ---------------------- | ---------------------- | ---------------------- |
|  | Partidul Național Liberal                  | 6          |                        |                        |                        |                        |                        |                        |
|  | Partidul Social Democrat                   | 3          |                        |                        |                        |                        |                        |                        |
|  | Alianța Dreapta Unită                      | 3          |                        |                        |                        |                        |                        |                        |
|  | Alianța pentru Unirea Românilor            | 1          |                        |                        |                        |                        |                        |                        |
|  | Partidul PRO România                       | 1          |                        |                        |                        |                        |                        |                        |
|  | Partidul Național Țărănesc Maniu-Mihalache | 1          |                        |                        |                        |                        |                        |                        |

## Recensământul din 1930
Componența etnică a comunei Frătăuții Noi
     Români (89,3%)
     Germani (7,92%)
     Evrei (2,22%)
     Altă etnie (0,56%)
Componența confesională a comunei Frătăuții Noi
     Ortodocși (89,75%)
     Romano-catolici (4%)
     Mozaici (2,22%)
     Evanghelici\Luterani (4%)
     Baptiști (0,03%)
Conform recensământului efectuat în 1930, populația comunei Frătăuții Noi se ridica la 4.723 locuitori. Majoritatea locuitorilor erau români (89,3%), cu o minoritate de germani (7,92%) și una de evrei (2,22%). Alte persoane: ruși (4 persoane), ruteni (2 persoane) și polonezi (3 persoane). Din punct de vedere confesional, majoritatea locuitorilor erau ortodocși (89,75%), dar existau și romano-catolici (4,0%), mozaici (2,22%), evanghelici\luterani (4,0%) și baptiști (0,03%).

## Personalități
- Iraclie Porumbescu (1823-1896) - preot ortodox și om de cultură, paroh la Frătăuții Noi (1884-1896), tatăl compozitorului Ciprian Porumbescu (1853-1883); a decedat aici și a fost înmormântat lângă biserica de lemn a satului; în anul 1971 rămășițele sale pământești au fost deshumate și transportate la Stupca, unde au fost înmormântate lângă cele ale fiului său, compozitorul Ciprian Porumbescu.